# Langekampstraße 35

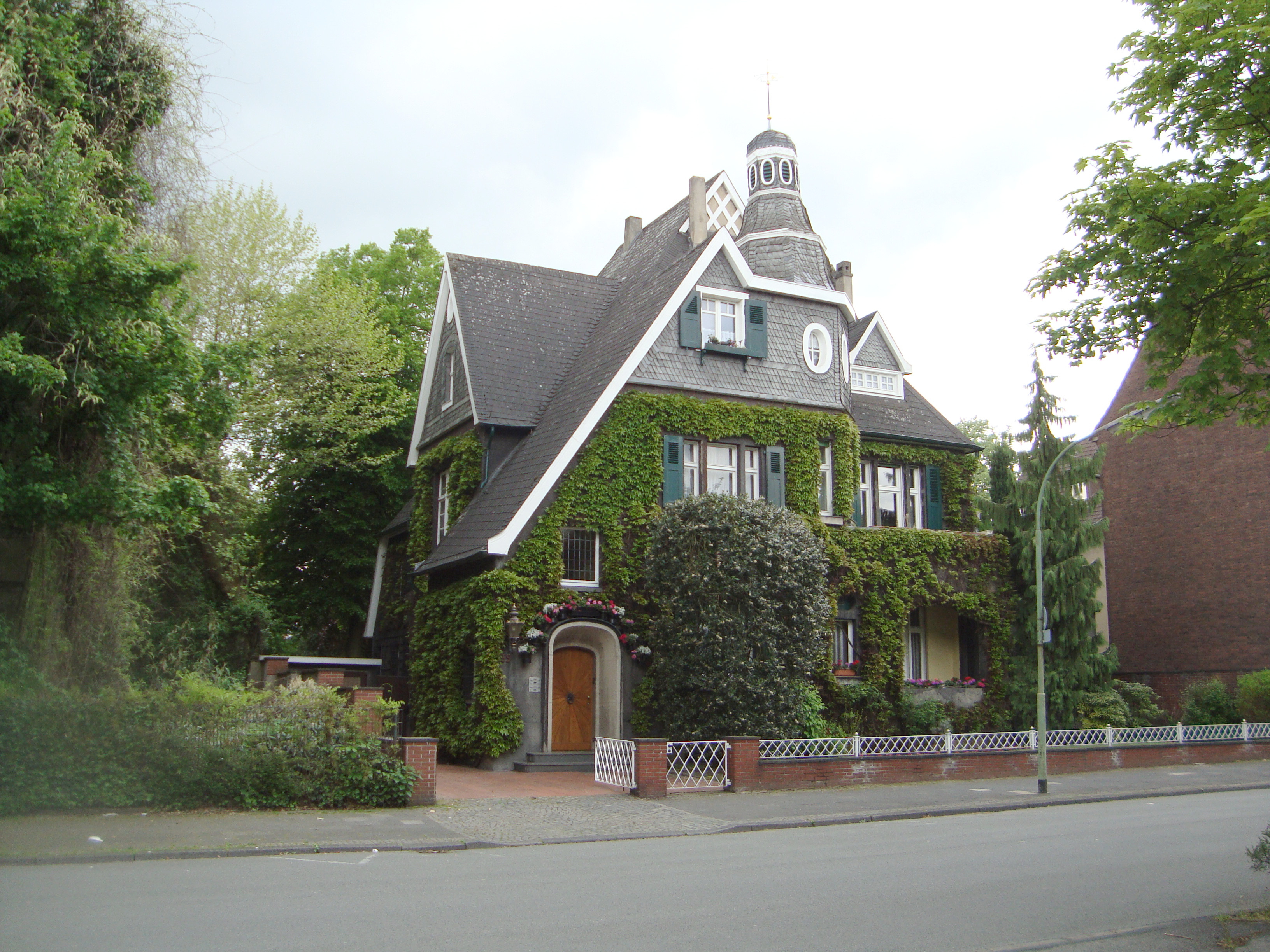
Villa (2013)

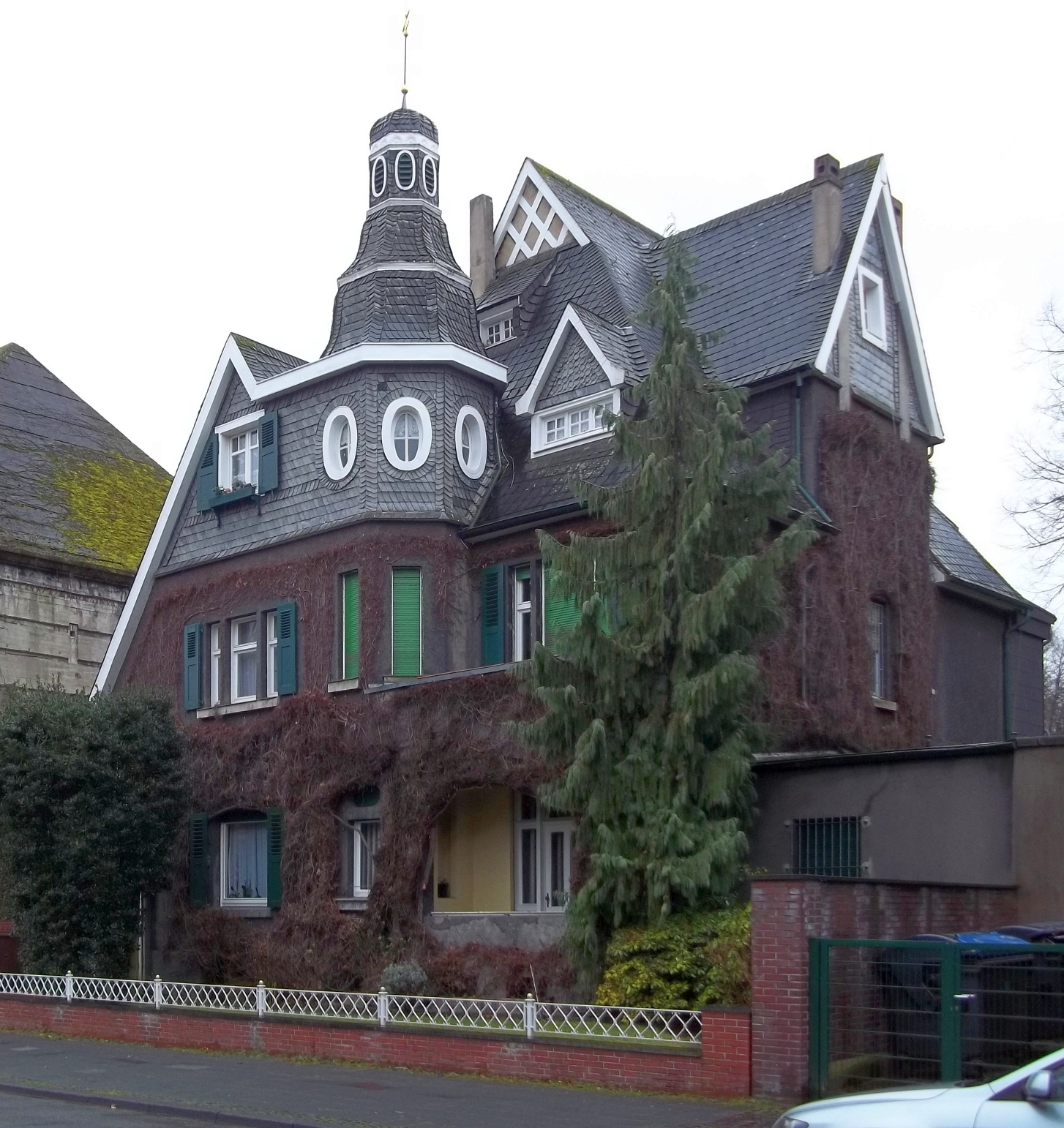
Villa (Februar 2014)

Die Villa Langekampstraße 35 ist ein Baudenkmal im Stil der Reformarchitektur in Wanne-Süd, gelegen zwischen der Straße „Am alten Amt“ und der Landgrafenstraße. Sie wurde 1908 durch und für den Bauunternehmer A. Franke jr. errichtet; der Architekt ist unbekannt.
Die auf einem unregelmäßig geschnittenen, bei einer Tiefe von ca. 50 Metern und einer Breite von 20 bis 22 Metern, ca. 1060 m² großen Grundstück, nach allen Seiten frei platzierte Villa, steht mit ihrer Vorderfront acht Meter hinter der Straßenflucht. In der Grundfläche bemisst die asymmetrisch gestaltete zweigeschossige Stadtvilla 197 m². Die schiefergedeckte Dachkonstruktion wird von einem sechseckigen Turmaufsatz überkrönt.
Die Eintragung des Gebäudes Langekampstraße 35 in die Denkmalliste der Stadt Herne erfolgte am 24. November 1988 (Denkmal Nr. A 35).